# Cadillac Vistiq
Der Cadillac Vistiq ist ein Sport Utility Vehicle des US-amerikanischen Automobilherstellers Cadillac und zwischen dem Lyriq und Escalade IQ positioniert.

## Geschichte
Der Vistiq wurde im November 2024 vorgestellt. Der Marktstart in Nordamerika und Europa ist für den Sommer 2025 geplant. Weitere Märkte wie Australien und Neuseeland sollen 2026 folgen.

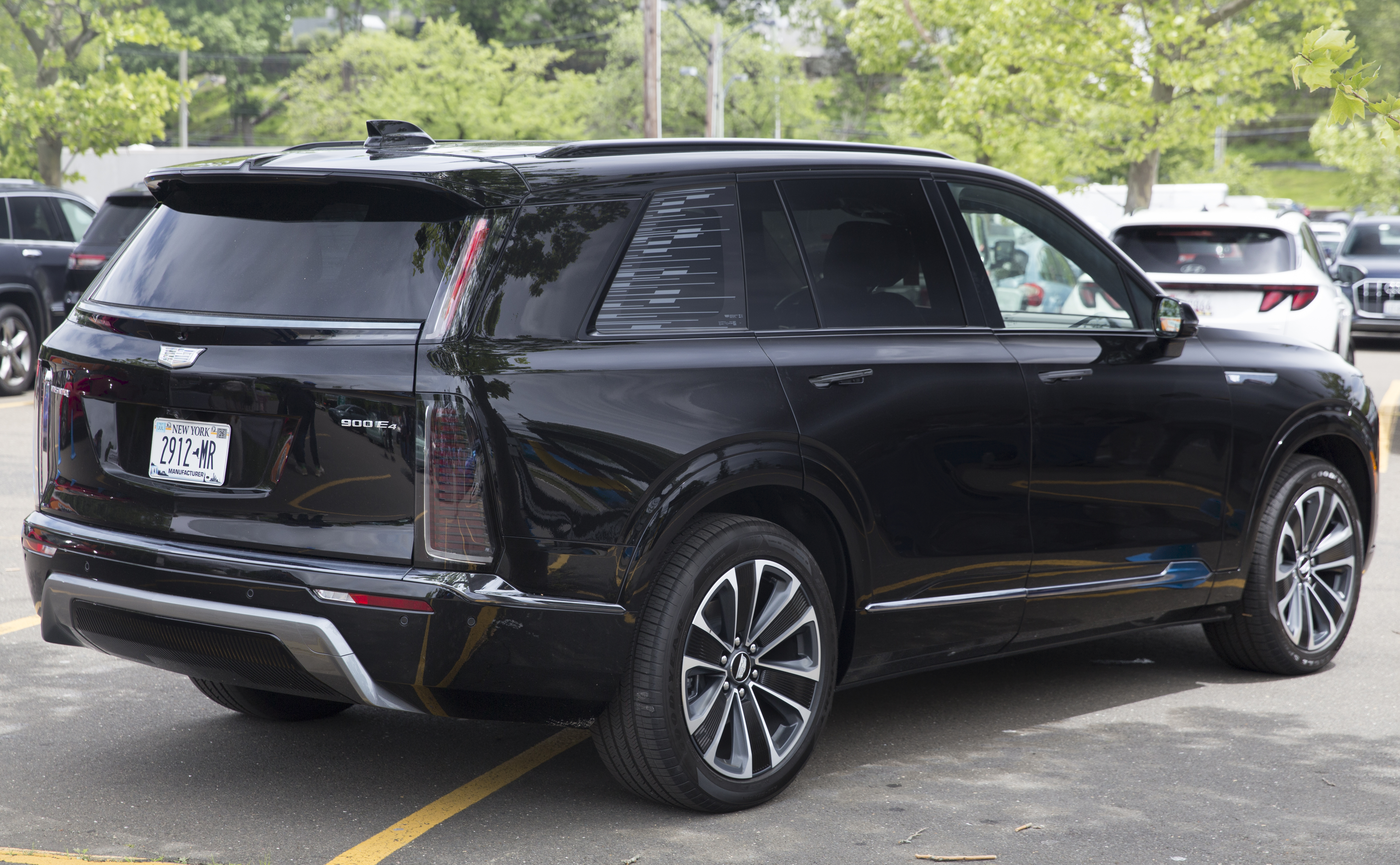
Heckansicht

## Technik
Die Motorisierung bilden zwei Elektromotoren, je einer an jeder Achse, wodurch ein Allradantrieb entsteht. Die Systemleistung beträgt 452 kW (615 PS), das Drehmoment 880 Nm. Zusammen mit einem 91-kWh-Akku soll eine Reichweite von 460 km erreicht werden. Die maximale Ladeleistung mit Gleichstrom beträgt 190 kW. Mit Wechselstrom sind 11 oder 22 kW möglich. Die Beschleunigung von 0 auf 100 km/h erfolgt in 3,7 s, die Höchstgeschwindigkeit liegt bei 210 km/h. Das rund 2,9 t schwere SUV hat eine Anhängelast von maximal 2,0 t. Neben einer adaptiven Luftfederung werden zahlreiche Fahrassistenzsysteme, darunter auch ein Nachtsichtsystem mit Infrarotsensoren, angeboten. Die Klimaautomatik bietet fünf Zonen und leitet den Luftstrom nur zu den besetzten bis zu sieben Sitzen.